# Carlos Santa
Carlos Santa, född den 7 januari 1978, är en friidrottare från Dominikanska republiken som tävlar i kortdistanslöpning.
Santa tävlar huvudsakligen på 400 meter och hans främsta merit är att han tagit sig till semifinalen både vid VM 2003, Olympiska sommarspelen 2004 och VM 2005.
Vid Inomhus-VM 2008 blev han tillsammans med Arismendy Peguero, Pedro Mejia och Yoel Tapia blev bronsmedaljör på 4 x 400 meter efter USA och Jamaica.

## Personliga rekord
- 400 meter - 45,05